# Alenquer (Santo Estêvão e Triana)
Alenquer (Santo Estêvão e Triana) (llamada oficialmente União das Freguesias de Alenquer (Santo Estêvão e Triana)) es una freguesia portuguesa del municipio de Alenquer, distrito de Lisboa.

## Historia
Fue creada el 28 de enero de 2013 en aplicación de una resolución de la Asamblea de la República de Portugal promulgada el 16 de enero de 2013 con la unión de las freguesias de Santo Estêvão y Triana, pasando su sede a estar situada en la antigua freguesia de Santo Estêvão.

## Demografía
| Gráfica de evolución demográfica de Alenquer (Santo Estêvão e Triana) entre 2011 y 2021 |
|                                                                                         |
| Datos según el nomenclátor publicado por el INE portugués.                              |